# منطقة يبرود
منطقة يبرود منطقة سورية إدارية تتبع محافظة ريف دمشق ومركزها مدينة يبرود، بلغ تعداد سكان المنطقة 48,370 نسمة حسب التعداد السكاني لعام 2004.

## نواحي منطقة يبرود
- ناحية مركز يبرود
- ناحية عسال الورد